# Habicht (montagne)
Pour les articles homonymes, voir Habicht.
Le Habicht est une montagne qui s’élève à 3 277 m d’altitude dans les Alpes de Stubai, en Autriche.